# Château des évêques d'Alet
Le château des évêques d'Alet est un château situé à Cournanel, en France.

## Localisation
Le château est situé sur la commune de Cournanel, dans le département français de l'Aude.

## Historique
L'édifice est inscrit au titre des monuments historiques en 1948.